# مجید حداد عادل
مجید حداد عادل (۱۴ اسفند ۱۳۳۰ – ۷ مهر ۱۳۶۰) از دولت‌مردان نظام جمهوری اسلامی ایران بود که در جریان جنگ ایران و عراق کشته شد.

## زندگی
مجید حداد عادل در ۱۴ اسفند ۱۳۳۰ در تهران به دنیا آمد. غلامعلی حداد عادل برادر بزرگ‌تر او است. پس از تحصیلات ابتدایی و دبیرستان، در سال ۱۳۴۹ در دانشگاه صنعتی آریامهر در رشتهٔ مهندسی متالورژی پذیرفته شد. در سال‌های ۱۳۵۰ و ۱۳۵۳، به دلیل ارتباط با سازمان مجاهدین خلق ایران، دو بار دستگیر شد. پس از چند ماه آزاد شد و به تحصیل خود ادامه داد. پس از پایان تحصیل، در شیراز و مشهد به خدمت سربازی رفت.

### انقلاب ۱۳۵۷
مجید حداد عادل به‌مرور از سازمان مجاهدین خلق فاصله گرفت و به نیروهای مذهبیِ نزدیک شد. او در سال ۱۳۵۷ برای ادامه تحصیل به انگلستان رفت و همگام با نهضت اسلامی در ساماندهی فعالیت‌های انجمن اسلامی  و حمله به سفارت ایران در لندن نقش به‌سزایی داشت. پس از انقلاب و بازگشت به ایران، به فعالیت در مراکز مختلف و مهم همچون مسئولیت در دفتر نخست‌وزیری، مسئولیت بخش فرهنگی جهاد سازندگی، عضویت در شورای مدیریت تولید رادیو، همکاری با شورای عالی دفاع و شورای تبلیغات جنگ، معاونت سیاسی اداری استانداری کرمانشاه پرداخت. آخرین سمت وی سرپرست استانداری استان کرمانشاه بود.

### جنگ با عراق
با آغاز جنگ ایران و عراق، مجید حداد عادل به جبهه رفت و به‌عنوان دیده‌بان توپخانه در منطقهٔ گیلانغرب به فعالیت پرداخت. پس از مدتی، ستاد ارتش او را به تهران فراخواند، اما حداد عادل در جبهه ماند و به همکاری با شورای عالی دفاع و شورای تبلیغات جنگ پرداخت. حداد عادل پس از مدتی به سمت معاونت سیاسی و اداری استانداری کرمانشاه منصوب و پس از آن برای مدتی سرپرست استانداری کرمانشاه شد.
او به‌محض شنیدن خبر پیروزی در شرق کارون، سرپرستی خبرنگاران خارجی اعزامی به جبهه را پذیرفت و سرانجام در تاریخ هفتم مهرماه ۱۳۶۰ در جبههٔ دارخوین بر اثر اصابت ترکش کاتیوشای دشمن به ناحیهٔ سر درگذشت.